# Susan Faludi
Susan C. Faludi (Nova Iorque, 18 de abril de 1959) é uma jornalista estadunidense.
É autora do livro de impacto Backlash, O contra-ataque na guerra não declarada contra as mulheres.
Recebeu o Prémio Pulitzer de Reportagem Explicativa em 1991.